# Sebeos
Sebeos war ein in der zweiten Hälfte des 7. Jahrhunderts lebender armenischer Bischof und Geschichtsschreiber. Er wurde lange Zeit als Verfasser einer Geschichte des Herakleios (armenisch Patmowt’iwn i Herakln) betrachtet. In der modernen Forschung wird der relevante Text hingegen einem anonymen Autor zugewiesen und das Geschichtswerk daher als Pseudo-Sebeos bezeichnet. Das Werk beinhaltet wichtige Informationen über die Ereignisse im östlichen Mittelmeerraum im 7. Jahrhundert, wobei die betreffenden Passagen auf guten Quellen basieren.

## Werk
Der Titel des Geschichtswerkes ist zu eng gefasst und irreführend, weil die Angaben zum byzantinischen Kaiser Herakleios (reg. 610–641) den geringsten Anteil der im Hauptteil vom Ende des 6. Jahrhunderts bis 661 dargestellten armenischen Geschichte ausmachen. Das Werk befasst sich mit den Herrschern Armeniens, enthält Informationen über Ereignisse in der benachbarten Gesellschaft des Oströmischen Reiches unter Kaiser Herakleios und vor allem im persischen Sassanidenreich in der ausgehenden Spätantike. So berichtet der Text über die Kriege des Sassaniden Chosrau II. und schildert den Beginn der arabischen Expansion bis zum Untergang des Sassanidenreiches. Da abgesehen von wenigen Inschriften und Heiligenviten kaum zeitgenössische Quellen über die armenische und persische Geschichte aus dem 6. und 7. Jahrhundert existieren, wird der „Geschichte des Herakleios“ große Bedeutung beigemessen. Dies gilt auch für die ersten Jahre der islamischen Expansion, zumal die arabische Überlieferung über diese Zeit erst wesentlich später niedergeschrieben wurde.
Der Text wird in der modernen Forschung als wertvolle Quelle für die Ereignisse im späten 6. und im 7. Jahrhundert betrachtet. So werden unter anderem akribische Datierungen von Ereignissen vorgenommen. Beispielsweise beginnt Kapitel 45 (bei Thomson/Howard-Johnston, S. 111): „Im zweiten Regierungsjahr des Konstans, im Monat Hori am 23. Tag des Monats, an einem Sonntag bei Abenddämmerung...“ Das Datum entspricht dem 10. August 643. Geschildert wird der Sieg des armenischen Fürsten Theodoros Rštuni über die arabischen Invasoren. Dem Werk lassen sich auch Hinweise zur Datierung frühchristlicher armenischer Kirchenbauten entnehmen, die gerade in der ersten Hälfte des 7. Jahrhunderts zahlreich errichtet wurden. An anderen Stellen spiegeln Schilderungen auch Angaben in anderen erhaltenen Quellen wider. Der Autor hatte dabei offenbar Zugriff auf mehrere Quellen, darunter offizielle Dokumente.
Dem Hauptteil des Textes geht eine vermutlich von einem anderen Verfasser stammende Einführung voraus, die in keiner direkten Beziehung zum nachfolgend dargestellten Zeitraum steht. Die Einführung besteht wiederum aus drei Teilen: Zuerst werden die Mythen des armenischen Stammvaters Hayk und seiner Nachkommen geschildert. Der zweite Teil listet die parthischen und arsakidischen Könige. Diese beiden Teile werden im Text als „der Altvorderen Geschichte“ (naxneac’n patmowt’iwn, also „Urgeschichte“, im Englischen als „Primary History of Armenia“ bekannt) bezeichnet. Die Ereignisse werden etwa von der Herrschaft des über Persarmenien herrschenden Königs Vramshapur (reg. 401–417) bis zum Ende des 6. Jahrhunderts dargestellt. Hinzu kommt eine Chronologie der byzantinischen und sassanidischen Herrscher. Knapp 200 Jahre werden in der Einführung auf 18 Seiten zusammengefasst.
Demgegenüber wird im Hauptteil die Geschichte ab dem Jahr 590, als der Großkönig Chosrau II. den Thron bestieg, bis 661, als Muʿāwiya I. zum ersten Kalifen der Umayyaden wurde, ausführlich ausgebreitet. Der erste Herausgeber des armenischen Textes, T’adeos Mihrdatean, hatte den Text des Manuskripts in drei Teile unterteilt, wobei er nur den dritten Teil als Geschichtswerk des Sebeos betrachtete. Nur dieser dritte Teil wird in der Forschung entsprechend als relevanter Quellentext behandelt und heute als Pseudo-Sebeos bezeichnet. Diesen Text unterteilte Mihrdatean in 38 Kapitel, die 1939 vom Herausgeber Malkhasean noch einmal in 45 Kapitel unterteilt wurden (mit 52 Kapiteln für den gesamten Manuskripttext).
Weil der Titel „Geschichte des Herakleios“ unzutreffend ist, zweifeln Robert W. Thomson und James Howard-Johnston an der Urheberschaft eines armenischen Autors namens Sebeos und möchte das Werk eher „Geschichte des Chosrau“ genannt haben und den folglich anonymen Verfasser als Pseudo-Sebeos bezeichnen. Die Identität eines Bischofs Sebeos sei ähnlich zu hinterfragen wie diejenige der anderen früharmenischen Historiker, namentlich Moses von Choren, Faustus von Byzanz, Agathangelos, Yeghishe Vardapet, Ghewond (8. Jahrhundert) und Towma Arzruni (9./10. Jahrhundert). Thomson und Howard-Johnston, die sich eingehend mit dem Text und seinen Problemen beschäftigt haben, meinen, dass die ersten beiden Teile des Werkes deutlich später verfasst worden seien. Erst Anfang des 19. Jahrhunderts habe demnach ein anonymer Text allmählich den Titel „Geschichte des Herakleios“ erhalten und sei mit einem Sebeos genannten Verfasser in Verbindung gebracht worden. 
Dies ändert aber nichts daran, dass der authentische dritte Teil, der als Pseudo-Sebeos bezeichnet wird, auf offenbar guten Quellen beruht – dies belegt der Vergleich mit Parallelquellen, die die Qualität der Informationen bei Pseudo-Sebeos belegen – und eine insgesamt zuverlässige Schilderung der Ereignisse vom Ende des 6. bis zur Mitte des 7. Jahrhunderts bietet.
T’adeos Mihrdatean veröffentlichte 1851 in Istanbul als erster den Text unter dem Titel „Geschichte des Bischofs Sebeos über Heraklios“. Als Grundlage dienten ihm zwei anonyme Manuskripte aus dem 16. und 17. Jahrhundert, die keine Titel trugen. Das eine Manuskript wurde 1672 im Täuferkloster von Bitlis verfasst und befindet sich unter der Nummer 2639 im Matenadaran in Jerewan; das ältere Manuskript wurde noch 1851 für die Edition genutzt, ist heute aber nicht mehr erhalten. 1833 identifizierte es der Mönch Jean Chakhatounof als das Werk des Sebeos. Bereits in einem Brief von 1831 sprach er im Zusammenhang mit der Kirche von Swartnoz über die „Geschichte des Sebeos“. Daneben verwendete Mihrdatean ein zweites Manuskript von 1568, das heute verschollen ist. Diese Identifizierung wird, wie oben bereits erwähnt, heute nicht mehr für korrekt gehalten. Alle Ausgaben und Übersetzungen des dritten Teils (Pseudo-Sebeos) gehen auf das einzige erhaltene Manuskript 2639 zurück.
In der Forschung wird die englische Übersetzung von Robert W. Thomson und James Howard-Johnston als maßgeblicher Beitrag gewürdigt, die Übersetzung ersetzt alle älteren und die dortigen Angaben sind grundlegend für jede weitere Beschäftigung mit dem Textinhalt.

## Ausgaben und Übersetzungen
- F. Macler: Histoire d’Héraclius par l’évêque Sebéos. Imprimerie Nationale. Paris 1904 (Internet Archive).
- G. V. Abgarian: Parmut’iwn Sebeosi. Jerewan 1979 (kritische armenische Edition).
- Robert Bedrosian: Sebeos’ History. 1985 (Kapitelzählung nach F. Macler 1904).
- Robert W. Thomson (Übersetzung), James Howard-Johnston (Kommentar): The Armenian History Attributed to Sebeos. 2 Bände (Translated Texts for Historians). Liverpool University Press, Liverpool 1999, ISBN 0-85323-564-3 (wichtige englische Übersetzung mit umfangreicher Einleitung, einem ausführlichen historischen Kommentar und mit neuer Kapitelzählung).